# Farkasalma

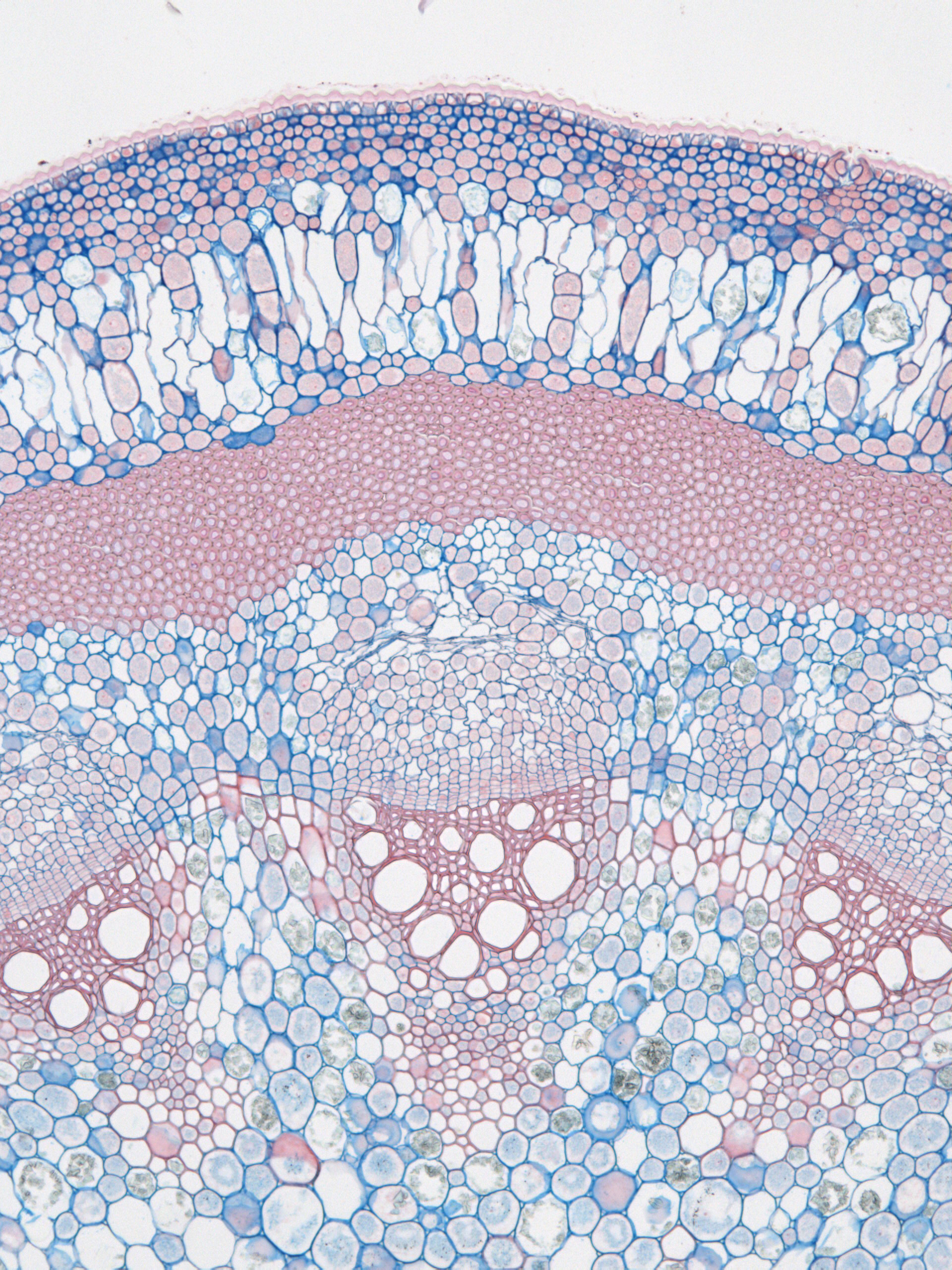
Pipavirágú farkasalma (Aristolochia macrophylla) festett hajtásmetszete. Az egyes szövettípusok német nevének megjelenítéséhez a „További részletek” funkcióban vigyük az egeret a kijelölt sárga téglalapok fölé!

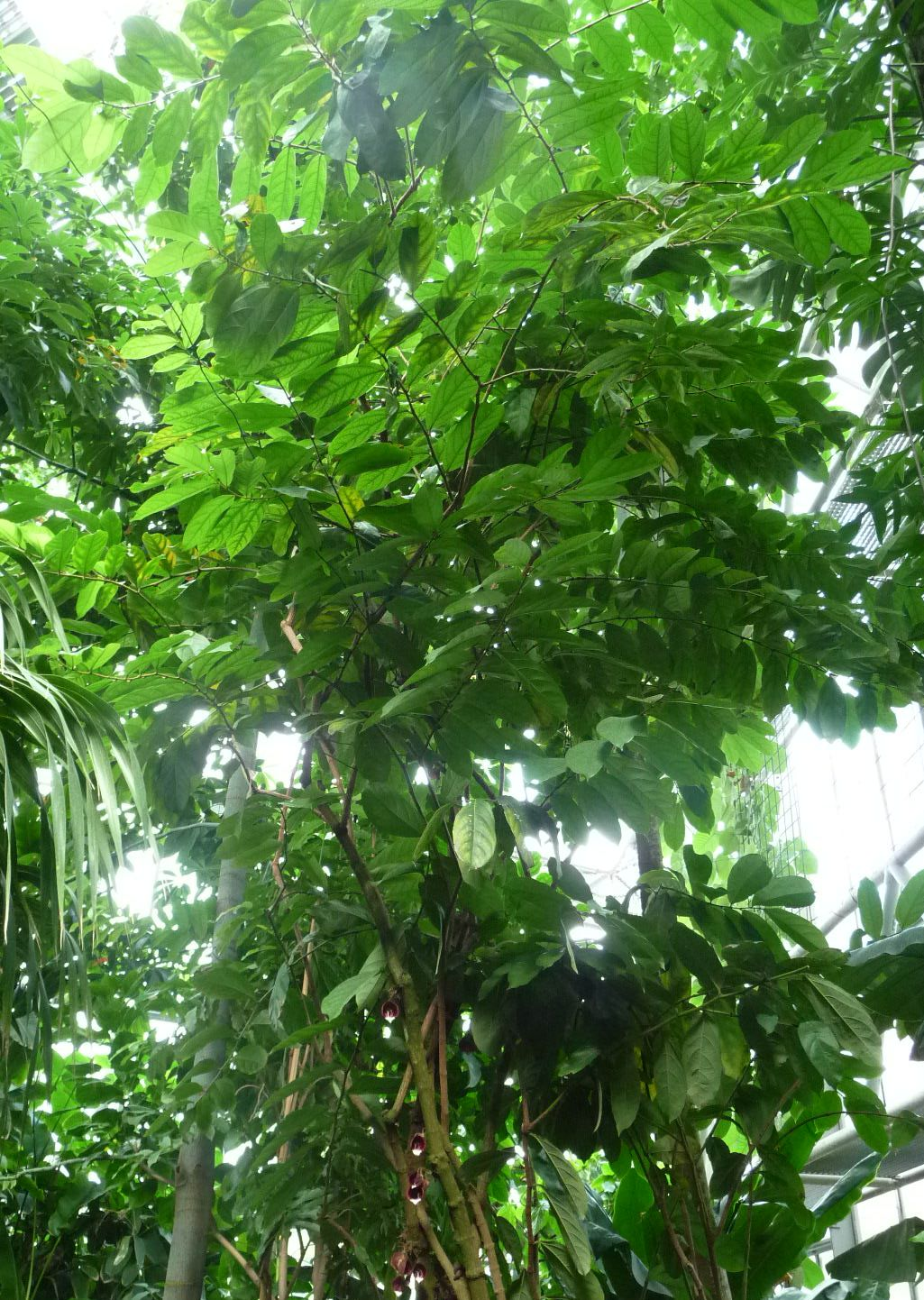
Aristolochia arborea a hamburgi pálmaházban

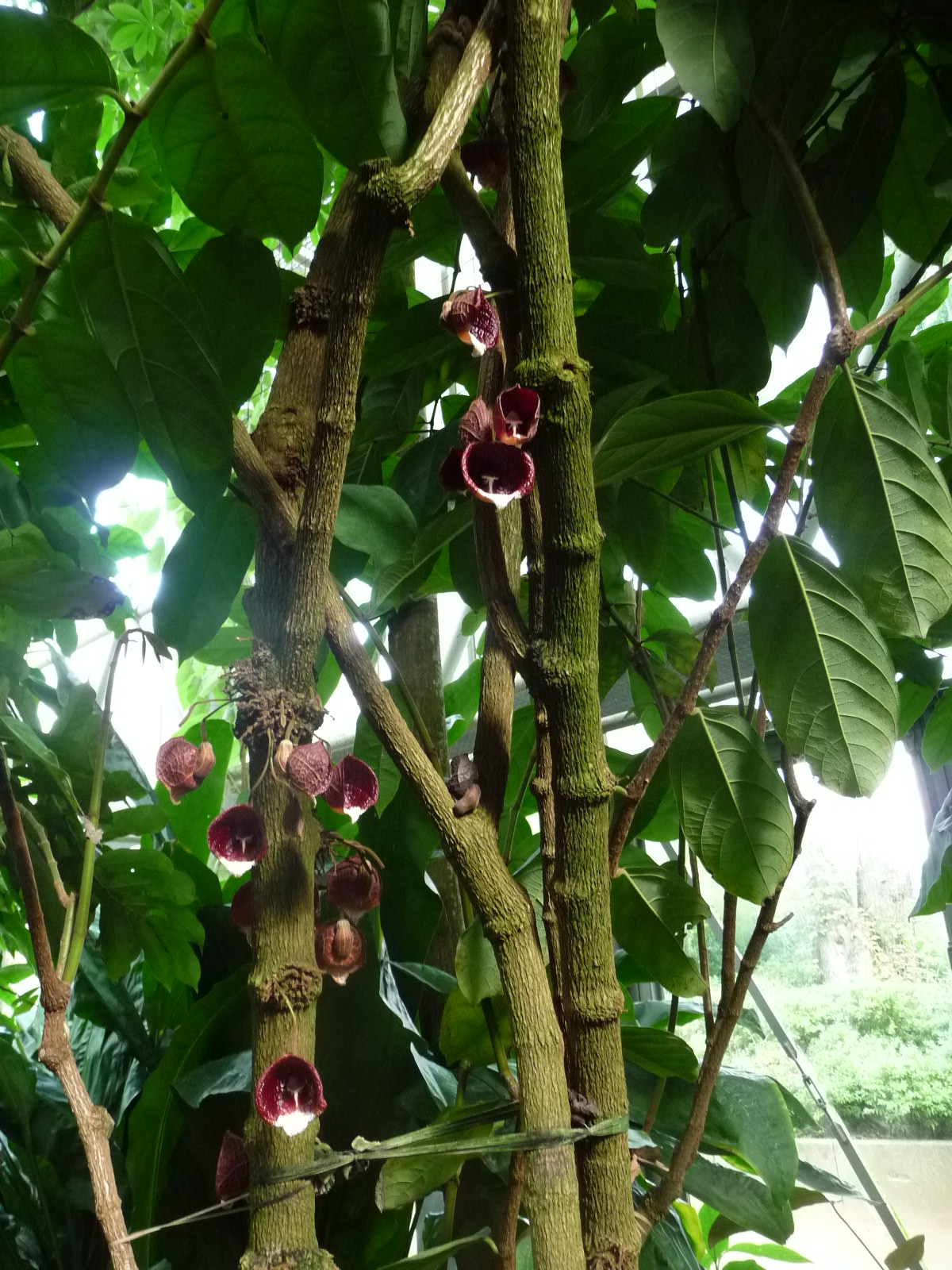
Aristolochia arborea virágai a hamburgi pálmaházban

A farkasalma (Aristolochia) a farkasalmafélék (Aristolochiaceae) családjának névadó nemzetsége, hozzávetőlegesen 500 fajjal.

## Származása, elterjedése
A fajok többsége dél-amerikai, de a hideg égöv kivételével az egész Földön elterjedt. Magyarországon egyetlen faj, a közönséges farkasalma (A. clematitis) fordul elő.

## Jellemzői
A legtöbbjük kúszónövény, de előfordulnak közöttük cserjék és lágyszárúak is. Egyszerű, váltakozó állású leveleik szív alakúak, nyelesek, ép szélűek. A virágok a levelek hónaljában nyílnak egyesével, vagy többesével. A párta zigomorf, a szirmok összenőttek, alul felfúvódottak, feljebb szűk csövet formálnak, majd fajonként változó méretű és színű nyelvszerű lebenyben végződnek. A porzószálak egymással és a bibével is összenőttek. A magház alsó állású, 4-6 rekeszű.

### Megporzása
A farkasalmák virágai speciális rovarcsapdaként működnek. Először a bibe érik meg, eközben a párta csövében lévő szőrök a virág belseje felé törekvő rovarok (elsősorban legyek) elől elhajlanak, de visszafelé már nem engedik őket. A rovarok a magukkal hozott virágporral megtermékenyítik a bibét, majd hosszabb-rövidebb várakozásra kényszerülnek, amíg a porzók is beérnek. Miután ez megtörténik, a pártacsőben lévő szőrök elhervadnak és szabadon engedik az immár friss virágporral behintett rovart.

## Felhasználása dísznövényként
Kertekben olykor előfordul az A. durior és a pipavirág (A. macrophylla). Mindkettő magasra kúszó díszcserje.

## Élettani hatása
A farkasalmaféléknek erős rákkeltő és vesemérgező hatásuk van. Az ilyen összetevőt tartalmazó termékeket a Nemzetközi Rákkutató Ügynökség (IARC) 1-es csoportba tartozó karcinogénekként sorolja be. Több mint 100 olyan veseelégtelenségi esetet dokumentáltak, amelyet ez a növény okozott. Feltételezések szerint a farkasalma magokkal fertőzött gabona fogyasztása ún. balkán nephropathiát okozott főleg Délkelet-Európában. A negatív hatásokért főleg az ilyen növényekben található arisztolsav (latinul: acidum aristolochicum, angolul: aristolochic acid) tehető felelőssé.

## Ismertebb fajok
- Aristolochia acuminata
- Aristolochia anguicida
- Aristolochia angustifolia
- Aristolochia arborea
- Aristolochia arcuata
- Aristolochia argyroneura
- Aristolochia auricularia
- Aristolochia austrochinensis
- Aristolochia baetica
- Aristolochia bambusifolia
- Aristolochia bianorii
- Aristolochia bilabiata
- Aristolochia billardieri
- Aristolochia bilobata
- Aristolochia bodamae
- Aristolochia bottae
- Aristolochia bracteolata
- Aristolochia brevilabris
- Aristolochia californica
- Aristolochia caulialata
- Aristolochia cauliflora
- Aristolochia championii
- Aristolochia chilensis
- Aristolochia chlamydophylla
- Aristolochia chrysops
- Aristolochia cilicica
- közönséges farkasalma (Aristolochia clematitis)
- Aristolochia contorta
- Aristolochia coryi
- Aristolochia cretica
- Aristolochia cucurbitifolia
- Aristolochia cucurbitoides
- Aristolochia cymbifera
- Aristolochia debilis
- Aristolochia delavayi
- Aristolochia durior
- Aristolochia elegans
- Aristolochia erecta
- Aristolochia esperanzae
- Aristolochia fangchi
- Aristolochia fimbriata
- Aristolochia fordiana
- Aristolochia forrestiana
- Aristolochia foveolata
- Aristolochia fujianensis
- Aristolochia fulvicoma
- Aristolochia gentilis
- Aristolochia gigantea
- Aristolochia glandulosa
- Aristolochia grandiflora
- Aristolochia griffithii
- Aristolochia guichardii
- Aristolochia hainanensis
- Aristolochia hirta
- Aristolochia howii
- Aristolochia iberica
- Aristolochia impressinervis
- Aristolochia incisa
- Aristolochia indica
- Aristolochia kaempferi
- Aristolochia krausei
- Aristolochia kunmingensis
- Aristolochia kwangsiensis
- Aristolochia labiata
- Aristolochia leuconeura
- Aristolochia littoralis
- Aristolochia longgangensis
- Aristolochia lycica
- pipavirág, pipavirágú farkasalma (Aristolochia macrophylla)
- Aristolochia manshuriensis
- Aristolochia maurorum
- Aristolochia maxima
- Aristolochia microstoma
- Aristolochia mollissima
- Aristolochia moupinensis
- Aristolochia obliqua
- Aristolochia odoratissima
- Aristolochia olivieri
- Aristolochia ovatifolia
- Aristolochia paecilantha
- Aristolochia pallida
- Aristolochia parvifolia
- Aristolochia paucinervis
- Aristolochia paulistana
- Aristolochia peltata
- Aristolochia pentandra
- Aristolochia petelotii
- Aristolochia pistolochia
- Aristolochia poluninii
- Aristolochia polymorpha
- Aristolochia pontica
- Aristolochia rechingeriana
- Aristolochia reticulata
- Aristolochia ridicula
- Aristolochia ringens
- kerekded farkasalma (Aristolochia rotunda)
- Aristolochia rugosa
- Aristolochia rumphii
- Aristolochia saccata
- Aristolochia samsunensis
- Aristolochia scytophylla
- Aristolochia sempervirens
- Aristolochia sericea
- Aristolochia serpentaria
- Aristolochia stenosiphon
- Aristolochia surinamensis
- Aristolochia tagala
- Aristolochia thibetica
- Aristolochia thwaitesii
- Aristolochia tomentosa
- Aristolochia transsecta
- Aristolochia trilobata
- Aristolochia tuberosa
- Aristolochia tubiflora
- Aristolochia utriformis
- Aristolochia warmingii
- Aristolochia watsonii
- Aristolochia versicolor
- Aristolochia westlandii
- Aristolochia wrightii
- Aristolochia zhongdianensis
- Aristolochia zollingeriana